# Closterocerus
Closterocerus är ett släkte av steklar som beskrevs av John Obadiah Westwood 1833. Closterocerus ingår i familjen finglanssteklar.

## Dottertaxa tillClosterocerus, i alfabetisk ordning[1][2]
- Closterocerus abelardi
- Closterocerus africanus
- Closterocerus agromyzae
- Closterocerus aratus
- Closterocerus arvensis
- Closterocerus auriceps
- Closterocerus brownii
- Closterocerus cardigaster
- Closterocerus chlorogaster
- Closterocerus cincinnatus
- Closterocerus cinctipennis
- Closterocerus clinias
- Closterocerus coffeellae
- Closterocerus congruens
- Closterocerus cruy
- Closterocerus cuprifrons
- Closterocerus curtisi
- Closterocerus damastes
- Closterocerus diastatae
- Closterocerus dimas
- Closterocerus erxias
- Closterocerus eutrifasciatus
- Closterocerus flavicinctus
- Closterocerus formosus
- Closterocerus germanicus
- Closterocerus hyperion
- Closterocerus insignis
- Closterocerus javanus
- Closterocerus lanassa
- Closterocerus leucopus
- Closterocerus longiscapus
- Closterocerus longiventris
- Closterocerus lucens
- Closterocerus lyonetiae
- Closterocerus mirabilis
- Closterocerus mirus
- Closterocerus nunbergi
- Closterocerus orientalis
- Closterocerus phytomyzae
- Closterocerus pictipes
- Closterocerus pulcher
- Closterocerus pulcherrimus
- Closterocerus purpureus
- Closterocerus reticulatus
- Closterocerus rostandi
- Closterocerus ruforum
- Closterocerus saintpierrei
- Closterocerus scapiatus
- Closterocerus sericeus
- Closterocerus smaragdulus
- Closterocerus splendens
- Closterocerus sumae
- Closterocerus tau
- Closterocerus trifasciatus
- Closterocerus turcicus
- Closterocerus utahensis
- Closterocerus westwoodi
- Closterocerus zangwilli